# Symaskinen
|  | Denne artikel er oprettet af botten Steenthbot ud fra en ekstern database. Den kan derfor have sproglige fejl eller mangler. Denne skabelon kan fjernes efter kontrol af indholdet. |

Symaskinen er en dansk dokumentarfilm fra 1955 instrueret af Kirsten Bundgaard.